# Charles Beaubien
Pour les articles homonymes, voir Beaubien.
Charles Beaubien, né le 8 août 1748 à Fort Détroit et mort le 4 juillet 1794 à Fort Wayne, est un commerçant canadien français du XVIIIe siècle et un agent britannique auprès des Miamis. Il joue un rôle dans la guerre d'indépendance des États-Unis dans ce qui constitue l'actuel Michigan.

## Biographie
Charles Jean Baptiste Cuillerier Beaubien est le fils de Jean Baptiste Cuillerier dit Beaubien et de Marie Anne Lootman Barrois. Il épouse Tacumwah, la mère du chef Jean-Baptiste de Richardville, après le divorce d'avec son mari, Joseph Drouet de Richardville. Une des causes du divorce est le contrôle et la propriété d'un portage entre la rivière Maumee et la rivière Wabash reliant les Grands Lacs au fleuve Mississippi. Le portage appartenait à la famille de Tacumwah, avant d'être repris par les frères Alexandre et Francis Maisonville, appuyés par Drouet de Richardville. Tacumwah et Beaubien se lancent alors dans des procédures judiciaires ayant pour résultat la conservation de tous les biens de la famille aux dépens des frères Maisonville. Charles Beaubien et Tacumwah ont une fille, Josetta Beaubien Roubidoux mais ses descendants ont été radiés du tableau tribal en 1867.
Beaubien est nommé agent britannique auprès des Miamis et il semble avoir été loyal vis-à-vis des Miamis autant qu'aux Britanniques. Il accompagne ou mène des attaques contre les établissements sur la rivière Ohio et les rivières Wabash et il fournit des armes aux alliés amérindiens. Cependant, en 1778, quand les Miamis refusent de faire un raid au Kentucky, Beaubien contacte et recrute des Shawnees avec le chef Blackfish à leur tête, ceux-ci capturent notamment Daniel Boone au siège de Boonesborough. Néanmoins, il existe certaines preuves que Beaubien, lors d'un voyage à Kaskaskia auprès de la tribu Wea, a mis en garde l'officier américain George Rogers Clark d'un complot des Outaouais afin de le tuer.  Clark, après la capture de Vincennes par les insurgés américains rapporte a Henry Hamilton le fait que Beaubien a renseigné les Américains aux dépens des Britanniques.
Quel que soit son rôle avec Clark, Beaubien conserve son poste au service des Britanniques et il est détesté aussi bien par les résidents canadiens que par les nouveaux colons américains.  Lorsque Augustin de La Balme et sa troupe, au service de révolution américaine arrivent dans la région en 1780 dans l'intention de prendre Fort Détroit, il a l'intention d'arrêter Beaubien et de l'emmener à Fort Pitt pour le juger. Mais lorsque La Balme arrive à Kekionga, Beaubien et sa famille ont fui. Les patriotes américains et les Canadiens pro-américains s'emparent de sa maison et de ses entrepôts mais ils sont bientôt vaincus, tués ou chassés par les guerriers Miamis de Little Turtle.
Arent DePeyster, commandant de Fort Detroit, a conclu que les Miamis se sont battus contre La Balme et sa troupe de volontaires, non pas à cause de leur fidélité aux Britanniques, mais en raison de leur loyauté envers Beaubien. Les Britanniques par la suite font confiance à Beaubien, et lorsque tous les autres commerçants reçoivent l'ordre de rallier Fort Detroit, il est autorisé à rester à Kekionga sous la protection des Rangers britanniques.
On connaît mal le rôle de Beaubien après la révolution américaine. Il n'était d'ailleurs plus en vie lorsque les Miamis ont été contraints d'abandonner leurs terres aux troupes d'Anthony Wayne en 1795. Beaubien est, en effet décédé près de Fort Wayne en 1794.